# NOAA Commissioned Officer Corps

Das National Oceanic and Atmospheric Administration Commissioned Officer Corps (Abk.: NOAA Corps) ist der Uniformed Service der National Oceanic and Atmospheric Administration.

## Organisation
Das NOAA Corps ist der National Oceanic and Atmospheric Administration (NOAA) untergeordnet. Es besteht aus wissenschaftlich und technisch ausgebildeten Offizieren und ist der kleinste der uniformierten US-Dienste. Es ist eines von nur zweien – das andere ist das Commissioned Corps des U.S Public Health Service  – das nur aus Offizieren besteht, die weder Warrant Officers noch Unteroffiziere haben.

## Aufgaben
Offiziere von NOAA Corps dienen als nautische und technische Schiffsoffiziere, Piloten, Forschungsleiter, Tauchleiter und im Stabsstellen sowohl in NOAA als auch in United States Merchant Marine, United States Department of Defense, United States Coast Guard, National Aeronautics and Space Administration und United States Department of State.

## Zugangsvoraussetzungen und Ausbildung
Als Zugangsvoraussetzungen gilt ein Bachelor mit Hauptfach mit Bezug zum Aufgabenspektrum der NOAA, einschließlich mindestens 48 Semesterstunden in naturwissenschaftlichen, mathematischen oder ingenieurwissenschaftlichen Fächern. Alle Offiziersanwärter müssen an einer 19-wöchigen Grundausbildung an der United States Coast Guard Academy teilnehmen. Die reguläre Ausbildungszeit beginnt um 05.00 Uhr und endet um 22.00 Uhr. An den Wochenenden finden zusätzlich diverse Ausbildungsveranstaltungen statt. Nach erfolgreichem Abschluss können ausgewählte Offiziere als Piloten und Navigatoren in den Forschungs- und Vermessungsflugzeugen der NOAA dienen. Die Absolventen werden jedoch üblicherweise erst nach erfolgreichem Abschluss ihrer ersten dreijährigen Verwendung an Bord eines Schiffes zum Flugtraining herangezogen.

## Dienstgrade
|          |              |                 |                  |                  |
| Leutnant | Oberleutnant | Kapitänleutnant | Korvettenkapitän | Fregattenkapitän |

| Captain         | Rear Admiral (lower half) | Rear Admiral  | Vice Admiral |
| O-6             | O-7                       | O-8           | O-9          |
| --------------- | ------------------------- | ------------- | ------------ |
|                 |                           |               |              |
| Kapitän zur See | Flottillenadmiral         | Konteradmiral | Vizeadmiral  |

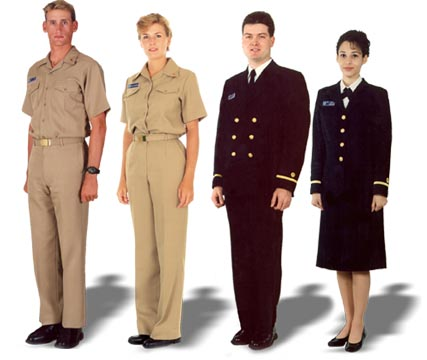
Uniformen der NOAA Corps

Im NOAA Commissioned Officer Corps ist der Konteradmiral (englisch Rear Admiral) normalerweise der höchste Dienstgrad und wird vom Director des NOAA Commissioned Officer Corps getragen. Eine Beförderung zum Vizeadmiral (englisch Vice Admiral) ist die Ausnahme und bisher nur zweimal erfolgt.